# اليوم العالمي للسمنة
اليوم العالمي لمكافحة السمنة يحتفى به عالمياً في 4 مارس من كل عام بداية من العام 2020، حيث كان يحتفى به قبل ذلك في 11 اكتوبر من كل عام، وقد تم تغيير الموعد من قبل الاتحاد العالمي للسمنة لتوحيد موعد الاحتفاء به عالمياً لتسليط الضوء أكثر على الحد من السمنة.
يهدف اليوم العالمي لمكافحة السمنة إلى تعزيز الحلول العملية لإنهاء أزمة السمنة العالمية ودفع الجهود العالمية للحد من السمنة والوقاية منها وعلاجها وقد تم عقد اليوم العالمي لمكافحة السمنة لأول مرة عام 2015.

## السمنة مرض
تُعَرِف منظمة الصحة العالمية السمنة بأنها الزيادة المفرطة في تراكم الدهون في الجسم والتي تؤدي إلى الإصابة بالإمراض.

## حقائق
- السمنة وزيادة الوزن عوامل تؤدي إلى الوفاة بنسبة أكبر من سوء التغذية.
- تعاني النساء من السمنة بنسبة أعلى من الرجال.
- إن السبب الرئيس لزيادة الوزن والسمنة هو اختلال التوازن بين السعرات الحرارية التي تدخل الجسم والسعرات الحرارية التي يحرقها.
- تأثير البيئة والمجتمع هو أهم العوامل التي تحدد خيارات الفرد فيما يتعلق بنظامه الصحي.
- النظام الغذائي الصحي يساعد على الوقاية من السمنة، بالإضافة إلى النشاط البدني مثل المشي.
- الوقاية من السمنة تتطلب تعاونًا من جميع أفراد المجتمع.

## وصلات خارجية
- معلومات عن اليوم العالمي لمكافحة السمنة.